# Zenon Chruszcz
Zenon Chruszcz (ur. 8 października 1905 w Borysławiu, zm. 8 września 1984 w Sanoku) – polski sportowiec, żołnierz, nauczyciel, tłumacz.

## Życiorys

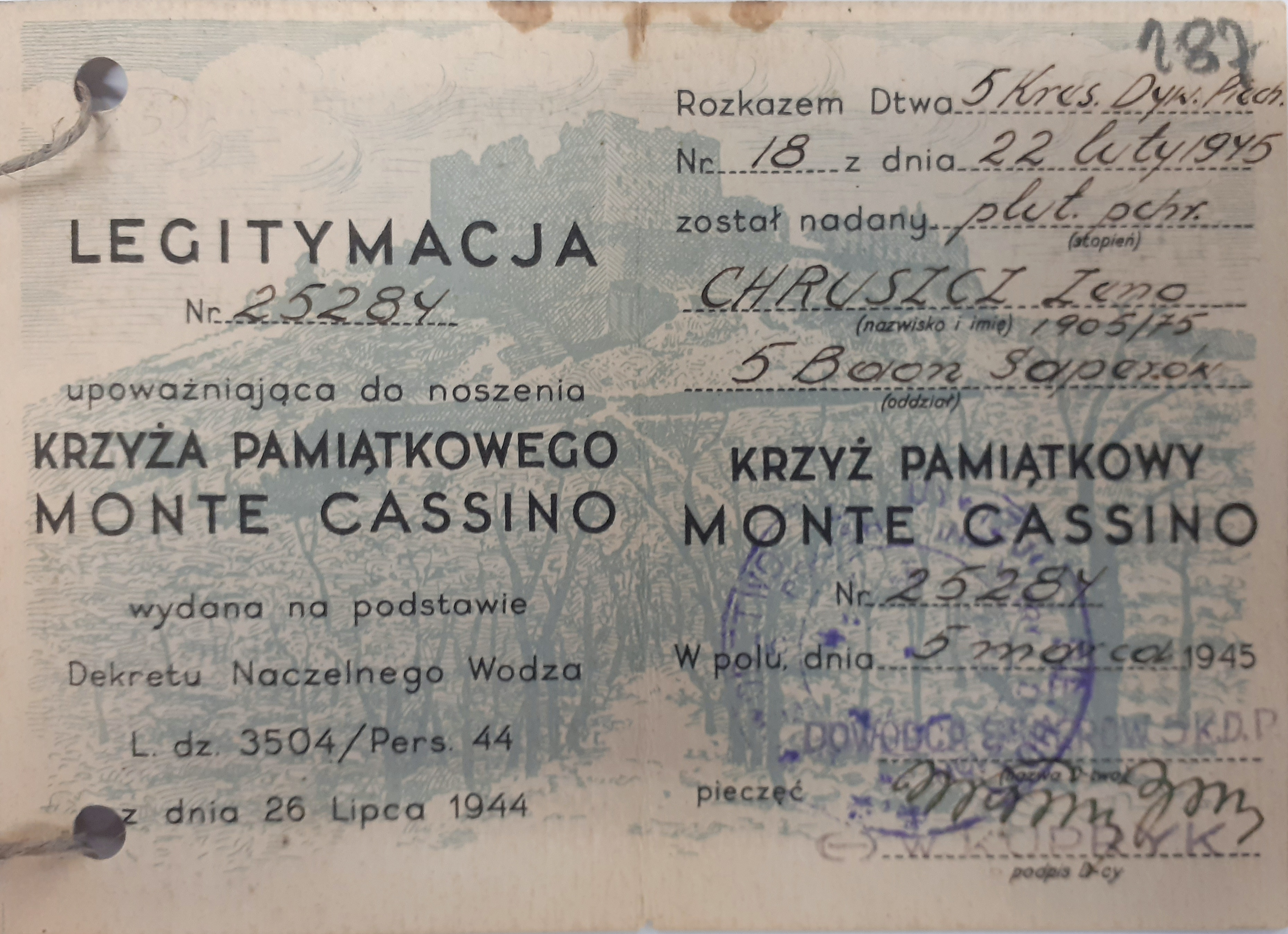
Legitymacja Krzyża Pamiątkowego Monte Cassino należąca do Zenona Chruszcza

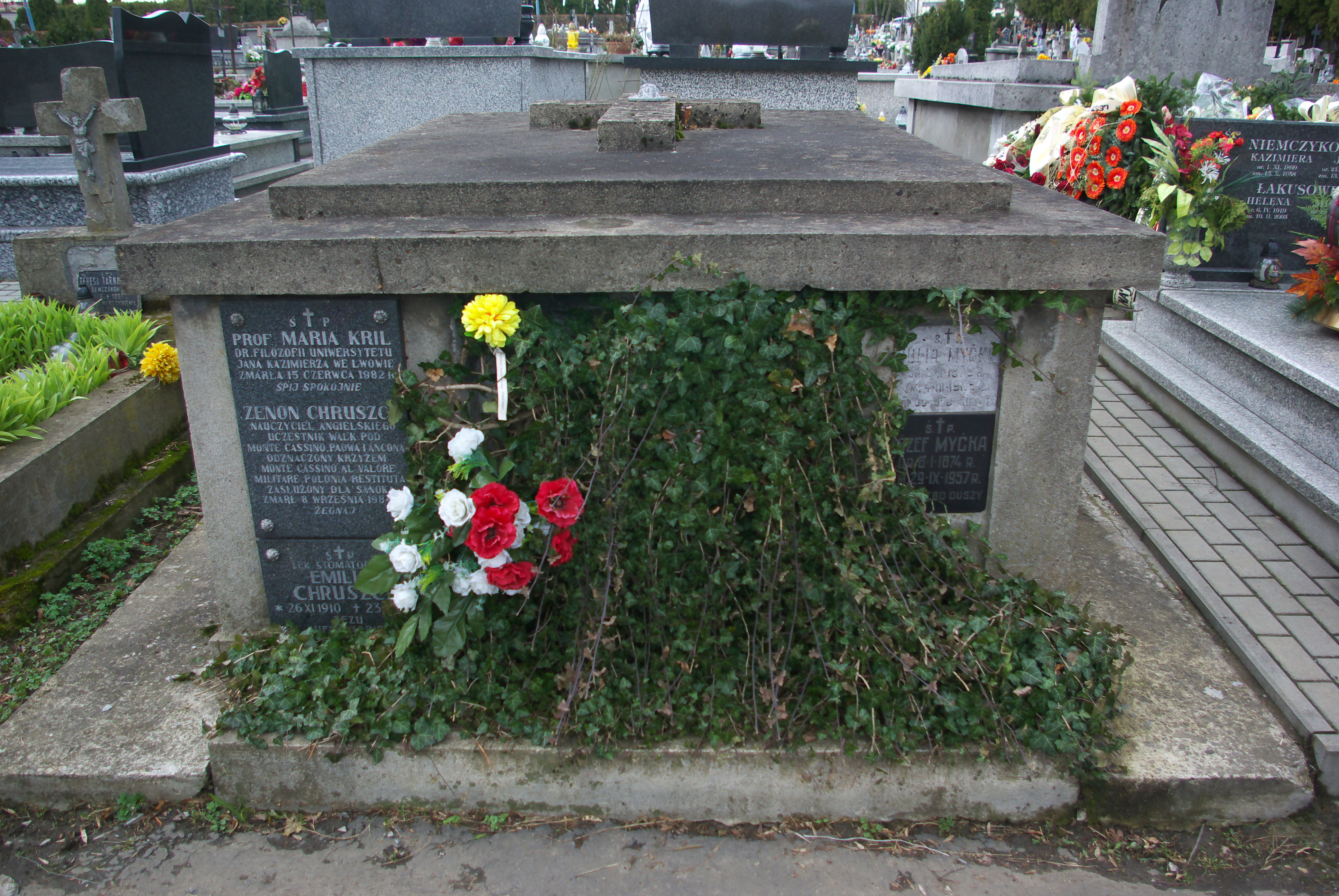
Grobowiec rodzin Myćków i Chruszczów w Sanoku

Urodził się 8 października 1905 w Boryslawiu. Był synem Michała i Katarzyny z domu Czarny. W latach 20. był sportowcem „Sokoła” w Drohobyczu, zawodnikiem drużyny piłkarskiej Sokół i Junak, startował w zawodach rzutu dyskiem. Uzyskał wykształcenie średnie.
Po wybuchu II wojny światowej brał udział w kampanii wrześniowej. Po agresji ZSRR na Polskę z 17 września 1939 został aresztowany przez Sowietów i wywieziony do ZSRR i przebywał na ziemi  kazachskiej. Na mocy układu Sikorski-Majski z 30 lipca 1941 odzyskał wolność, po czym we wrześniu 1941 wstąpił do formowanej Armii Polskiej w ZSRR gen. Władysława Andersa. W Tatiszczewie został wtedy żołnierzem 5 Wileńskiej Dywizji Piechoty. W jej strukturze 17 marca 1942 wstąpił do Szkoły Podchorążych Rezerwy Saperów. W sierpniu 1942 wraz z wojskiem ewakuował się do Persji, a po trzech tygodniach do Iraku. Po ewakuacji służył w Armii Polskiej na Wschodzie. Po ukończeniu SPRS 20 stycznia 1943 został przydzielony do 5 Kresowego Batalionu Saperów. Przebywał kolejno w Iraku, Palestynie, Egipcie (Bliski Wschód) do marca 1944, gdy jako żołnierz Polskich Sił Zbrojnych na Zachodzie wraz z 2 Korpusem Polskim dotarł do Włoch (Taranto). Po przemianowaniu służył w 5 Kresowej Dywizji Piechoty. Brał udział w kampanii włoskiej na froncie zachodnim, w kwietniu 1944 w działaniach nad rzeką Sangro, w maju 1844 w walkach w bitwie o Monte Cassino i Piedimonte. Od czerwca 1944 do 21 kwietnia 1945 uczestniczył w działaniach na odcinku Adriatyckim, m.in.: Caserta, Benevento, Foggia, Termoli, Pescara, Benedetto, Formo, Loretto, Crescia, w bitwie o Ankonę i o Padwę. Służył w oddziale saperów. Od kwietnia 1945 do czerwca 1946 przebywał w obozach szkoleniowych nad Morzem Adriatyckim. 
W czerwcu 1946 wraz z 2 Korpusem wyjechał do Wielkiej Brytanii i służył w szeregach Polskiego Korpusu Przysposobienia i Rozmieszczenia w Monks' Common w Sussex. 22 września 1948 został zdemobilizowany. Dosłużył stopnia starszego sierżanta (po wojnie w okresie PRL był przedstawiany w stopniu sierżanta podchorążego). W Wojskowym Ośrodku Wyszkolenia opanował język angielski. Od 6 lipca 1947 pracował w miesięczniku „The Sussex Illustrated” w Loxwood. Od 1948 do 1958 parał się innymi pracami w Londynie. 
25 czerwca 1958 powrócił do Polski i osiedlił się w Sanoku. Od 1 września 1959 do sierpnia 1980 był nauczycielem języka angielskiego w tamtejszym Technikum Ekonomicznym i Hotelarskim (w 1977 zatrudniony na część etatu). Na przełomie lat 60./70. dokonywał tłumaczeń na języka angielski fragmentów oraz spisu treści czasopisma „Materiały Muzeum Budownictwa Ludowego w Sanoku”, wydawanego przez Muzeum Budownictwa Ludowego w Sanoku. Należał do Związku Nauczycielstwa Polskiego (w roku 1963-1964 był społecznym inspektorem pracy ZNP w TE), Towarzystwa Szkoły Świeckiej w Sanoku i PTTK. Był członkiem koła ZBoWiD w Sanoku i udzielał się jako prelegent tej organizacji. W 1976 otrzymał zaświadczenie kombatanckie. W maju 1980 na łamach rzeszowskiego dziennika „Nowiny” wypowiedział się przeciw narastającym aktom bandytyzmu, chuligaństwa i terroru w Polsce. Był bezpartyjny.
Jego żoną była Emilia, z domu Myćka (1910–1992), stomatolog, od 1950 do 1992 dentystka szkolna w Zespole Szkół Ekonomicznych w Sanoku, była jedną z lekarzy, udzielających w 1956 r. pomocy medycznej ks. prymasowi kard. Stefanowi Wyszyńskiemu, wówczas internowanemu w pobliskiej Komańczy. Jego szwagierką była Maria Kril.
Zenon Chruszcz zmarł 8 września 1984. Został pochowany w grobowcu rodzinnym na cmentarzu przy ul. Jana Matejki w Sanoku 11 września 1894.

## Odznaczenia
- Krzyż Kawalerski Orderu Odrodzenia Polski (1981)[25]
- Medal Zwycięstwa i Wolności 1945 (1976)[25]
- Krzyż Zasługi z Mieczami[26]
- Krzyż Pamiątkowy Monte Cassino nr 25284 (1945)[27]
- Gwiazda za Wojnę 1939–1945[28]
- Krzyż Wojenny za Męstwo Wojskowe (1946)[29]
- Gwiazda Italii[30]
- Medal Wojny 1939–1945 (1947)[31]
- Odznaka Pamiątkowa 5 Kresowej Dywizji Piechoty (1946)[29]
- Odznaka Saperów 5 Kresowej Dywizji Piechoty (1946)[29]
- inne odznaczenia zagraniczne państw zachodnich[1]
- Odznaka „Zasłużony dla Sanoka” (1982)[32]
- Honorowa Odznaka Ruchu Przyjaciół Harcerstwa (1982)[25]
- List pochwalny za długoletnią pracę społeczną na rzecz ZBoWiD (1980)[33]